# 최현우 (1978년생 마술사)
최현우(1978년 10월 28일~)는 대한민국의 마술사이다.

## 경력

### 학업 경력
- 한국 메이크 어위시 재단 홍보대사
- 2009년 서울예술전문학교 마술판토마임학과 교수로 재임중

### 수상
- 2002년 국제마술협회 경연대회 클로즈업부문 우승
- 2002년 국제마술사협회 마술컨벤션 코미디부문 우승
- 2002년 국제마술사협회 마술컨벤션 클로즈업부문 우승
- 2002년 국제마술사협회 마술컨벤션 쇼맨십부문 우승
- 2002년 International SIM 3관왕 : Comedy award, Close-up winner, Showmanship
- 2002년 2002 IBM magic convention close-up magic, 최종 1위
- 2003년 FISM Micro magic 부문 4위
- 2008년 영국 블랙풀 매직컨벤션 Close-up 부분 2위
- 2009년 2009 FISM Beijing Most Originality Award 수상
- 2009년에 열린 FISM 월드 챔피언십 오리지널리티[3]

### 공연 실적
- 2003년 국제 마술대회 Guest
- 2003년 FISM Micro magic 부분 4위
- 2004년 일본 국제 영화 페스티벌 오프닝 매직쇼
- 2004년 2004 최현우의 매직 콘서트
- 2006년 Charming Choi's Magic Friends in CGV
- 2006년 2006 최현우의 매직 콘서트
- 2007년 어린이날 특집 매직 콘서트
- 2007년 메가박스 최현우의 Magic So Sweet
- 2007년 최현우 매직 콘서트 전국 투어
- 2010년 ~ 2011년 최현우 <이상한 나라의 현우> (전국 투어)
- 2011년 최현우 매직 콘서트 셜록홈즈 (전국 투어)
- 2012년 이승환의 차카게살자 2012
- 2012년 FISM 월드 챔피언십 클로즈업 부문 심사위원
- 2012년 최현우의 상상극장 (전국 투어)
- 2013년 제25회 거창국제연극제 - 최현우의 라스베가스 매직쇼
- 2013년 최현우 매직 콘서트 셜록홈즈2
- 2014년 2014 청심뮤직페스티벌
- 2014년 최현우 매직 콘서트 '더 셜록' (전국 투어)
- 2014년 최현우 매직 씨어터
- 2015년 매직 인 더 팔래스
- 2015년 최현우 매직 콘서트 '더 브레인' (전국 투어)
- 2016년 최현우 매직 컬 '더 셜록' (전국 투어)
- 2016년 최현우 20주년 매직 콘서트 2016 Ask & answer (전국 투어)
- 2017년 최현우 20주년 매직 콘서트 2017 Ask & answer (전국 투어)

### 드라마 출연
- 2004년 SBS 주말 특별기획 드라마 《매직》
- 2012년 tvN 수목드라마 《일년에 열두남자》 - 마술사 이수 역. (조연)
- 2014년 MBC 주말 특별기획 드라마 《호텔킹》 - 마술사 최현우 역
- 2017년 KBS2 주말연속극 《월계수 양복점 신사들》 - 타로 점술사 역
- 2018년 tvN 수목드라마 《김비서가 왜 그럴까》

### 영화 출연
- 《바람의 색》 (곽재용 감독, 2018년) - 마술사 최현우 역 (카메오)

### 방송 출연
- 1994년 KBS 《TV는 사랑을 싣고》
- 2004년 MBC 《놀러와》
- 2007년 MBC 《라디오스타》
- 2007년 KBS 《1 대 100》 KBS2
- 2007년 SBS 《놀라운 대회 스타킹》
- 2009년 tvN 《재밌는 TV 롤러코스터》
- 2009년 Mnet 《엠넷스캔들》
- 2009년 ongamenet 《켠김에 왕까지》
- 2009년 KBS 《남자의 자격》
- 2009년 MBC 《세바퀴》
- 2010년 KBS 《퀴즈쇼 사총사》
- 2011년 TV조선 《최현우 노홍철의 매직홀》
- 2011년 JTBC 《닥터의 승부》
- 2011년 SBS 《추석특집 스타 애정촌》
- 2011년 SBS 《스타커플 최강전》
- 2012년 MBC 《무작정 패밀리》
- 2012년 웨더뉴스 《소라이브 코리아》
- 2012년 MBC 《원더풀데이》
- 2012년 《m4고도리쇼》
- 2012년 MBC 《한가위특집 매직쇼크》
- 2012년 YTN 《뉴스앤이슈-이슈앤피플》
- 2012년 MBC 《매직콘서트 이것이 마술이다》
- 2013년 JTBC 《송년특집 매직 쇼쇼쇼》
- 2013년 tvN 《코미디빅리그 시즌 5》
- 2015년 JTBC 《김제동의 톡투유 - 걱정 말아요! 그대》
- 2015년 KBS 《슈퍼맨이 돌아왔다》
- 2015년 KBS 《개그콘서트》 - 핵존심 (특별출연)
- 2017년 MBC 《무한도전》
- 2017년 MBC 《미스터리 음악쇼 복면가왕》 - 더 듣고 싶으면 500원. 코인노래방 < 참가자 >
- 2017년 TV조선 《매직 컨트롤》
- 2017년 MBC 《랭킹쇼 123》
- 2018년 KBS2 《개그 콘서트》 - 비둘기 마술단 (특별출연)
- 2018년 KBS2 《꿀잼 퀴즈방》
- 2021년 TV조선 《내일은 미스트롯2》 (특별출연)
- 2023년 SBS 《미운우리새끼》(특별출연)

### 저서
- 《이거 하나면 나도 마술사》 (2003년)
- 《신기한 마술상자》 (2003년)
- 《러브매직》 (2011년)
- 《세계적인 마술사 최현우의 러브 매직》 (2011년)
- 《당신도 멘탈리스트가 될 수 있다》 (2014년)
- 《최현우 의 매직 플레이 북》(2016년)

## 기타

### 병역특례 취소
2007년 최현우는 방위산업체에서 산업기능요원으로 근무하고 있었으나 마술 공연 준비로 바빠지며 부실복무를 하게 되었고 이에 대한 혐의가 인정되면서 병역특례가 취소되었다. 당시 검사는 해당 방위산업체와 최현우간의 개인적인 친분이 있었기 때문에 부실복무를 봐준것으로 보이며 별도의 금품이 오간것은 아니라고 밝혔다. 병역특례가 취소된 최현우는 이후 사회복무요원로 2년간 정상적인 복무를 마치고 2009년 다시 활동을 재기하여 제2의 전성기를 맞이한다.

### 동명이인 관련 사항
1986년 출생 마술사 최현우와 동명이인인지라 최현우가 마술사협회제명, 감전 사고 등의 사건으로 논란이 될 때마다 일부에서 1978년생 최현우로 오인하는 상황이 종종 발생하였고, 최현우(1978년)는 한때 이에 대해 '같은 이름 때문에 피해를 보고 있다'고 울분을 토로한 바 있다.

### 이은결과의 관계
대중에서는 최현우와 이은결을 라이벌 구도로 보는 시각이 존재한다. 최현우는 이에 대해 2012년 2월 20일 YTN '뉴스앤이슈-이슈앤피플'에서 "많은 분들이 '누가 더 잘하냐', '누가 더 위냐'는 질문을 많이 한다. 10년 넘게 이어진 질문이기에 익숙하면서도 '아직도 이런 질문을 하나' 싶은 생각도 가끔 든다. 이은결은 나보다 키도 크고 동작도 시원시원하다. 그래서 스케일이 큰 무대 마술에 더 적합하다. 나는 카드나 동전 분야 등 세밀한 마술이 더 좋다. 각자 좋아하는 분야가 다른 것이다. 가수로 치면 댄스와 발라드 가수 같은 셈이다. 각자 취향과 특기에 따라 분야가 나뉘고 마술 시합에서도 분야가 나뉜다. 우열을 나누기 보다는 각자 강점을 지닌 분야가 있다고 생각하는 것이 옳을 것이며 서로 장점을 보며 발전해나가고 있다"고 말했다.

## 같이 보기
- 이흥선(스승)